# Målsnes
Målsnes est une localité du comté de Troms, en Norvège.

## Géographie
Administrativement, Målsnes fait partie de la kommune de Målselv.